# Ryōhei Suzuki
Ryōhei Suzuki (鈴木 亮平 Suzuki Ryōhei?,  Nishinomiya, Prefectura de Hyōgo, Japón, 29 de marzo de 1983) es un actor japonés, representado por la agencia de talentos Horipro.

## Vida personal
En marzo de 2006, se graduó de la Universidad de Tokio de Estudios Extranjeros con una licenciatura en Filología inglesa.
Cuando era estudiante, trabajaba a tiempo parcial en NHK.
El 28 de julio de 2011, Suzuki anunció su matrimonio con una mujer no famosa. El 17 de diciembre de 2011, anunció el nacimiento de su primera hija.

## Filmografía

### Series de televisión
| Año  | Título                                            | Personajes                  | Cadena           | Notas                        | Referencias |
| ---- | ------------------------------------------------- | --------------------------- | ---------------- | ---------------------------- | ----------- |
| 2004 | Division 1                                        |                             | Fuji TV          |                              |             |
| 2006 | Regatta: Kimi Toita Eeien                         |                             | ABC, TV Asahi    |                              |             |
| 2007 | Seitoshokun!                                      | Minamida                    | ABC, TV Asahi    | Episodio final               |             |
| 2007 | Hanazakari no Kimitachi e                         | Soichiro Akashi             | Fuji TV          |                              |             |
| 2007 | Hatsukoi net.com: Wasurerarenai Koinōta           | Yuji Kuroda                 | ABC              | Episodio 1                   |             |
| 2008 | Hisho no Kagami                                   | Tetsuya Sameshima           | TV Tokyo         |                              |             |
| 2008 | Shibatora                                         | Hiromi Takeyoshi            | Fuji TV          |                              |             |
| 2009 | Mei-chan no Shitsuji                              | Daimon                      | Fuji TV          |                              |             |
| 2009 | Smile                                             | Keiji Morooka               | TBS              | Episodios 1 y 2              |             |
| 2009 | Majo Saiban                                       | Ryuichi Kurokawa            | Fuji TV          |                              |             |
| 2009 | Kochira Katsushika-ku Kameari Kōen-mae Hashutsujo | Ladrón de bancos            | TBS              | Episodio 8                   |             |
| 2009 | Tokyo Dogs                                        | Shinji Kiuchi               | Fuji TV          | Episodio 3                   |             |
| 2009 | Okabe Keibu Series                                | Manabu Egi                  | Fuji TV          | Episodio 4                   |             |
| 2010 | Flunk Punk Rumble                                 | Seiun Nerima                | TBS              |                              |             |
| 2010 | Nakanai to Kimeta Hi                              | Takashi Nomura              | Fuji TV          |                              |             |
| 2010 | Tōbō Bengoshi                                     | Kurokawa                    | Kansai           |                              |             |
| 2010 | Tantei Club                                       | Tomohiro Masaki             | Fuji TV          |                              |             |
| 2011 | Umareru                                           | Yoichi Okawa                | TBS              |                              |             |
| 2011 | Full Throttle Girl                                | Kentarō Nishino             | Fuji TV          |                              |             |
| 2012 | Honjitsu wa Taian Nari                            | Kyosuke Misaki              | NHK General      |                              |             |
| 2012 | Hissatsu Shigoto Hito 2012                        | Kinji                       | ABC              |                              |             |
| 2012 | Papa Doru!                                        | Tak Hayakawa                | TBS              |                              |             |
| 2012 | Kagi no Kakatta Heya                              | Mitsuo Hatta                | Fuji TV          | Episodio 9                   |             |
| 2012 | Kuro no Jokyōshi                                  | Shuhei Enokido              | TBS              |                              |             |
| 2012 | Pillow Talk: Bed no Omowaku                       | Kyuta Yoshizaki             | Kansai           | Episodio 1                   |             |
| 2012 | Resident: 5-ri no Kenshui                         | Kenji                       | TBS              | Episodio 2                   |             |
| 2013 | Soratobu Kōhō-shitsu                              | Saeki                       | TBS              | Episodio 7                   |             |
| 2013 | Y O U Yamabiko Ongaku Dōkō-kai                    | Yusaku Konno                | Kansai           |                              |             |
| 2013 | Higanjima                                         | Atsushi Miyamoto            | TBS              |                              |             |
| 2014 | Hanako to Anne                                    | Eiji Muraoka                | NHK              |                              | [ 6 ]       |
| 2014 | Cabin Attendant Keiji: New York Satsujin Jiken    | Koji Ashiya                 | Fuji TV          |                              |             |
| 2014 | Tokyo Sentimental                                 | Clerk                       | TV Tokyo         |                              |             |
| 2015 | The Emperor's Cook                                | Shutaro Akiyama             | TBS              |                              |             |
| 2015 | 100 days: Love, Marriage, Sickness and Mom        | Yuichi Sonoda               | TBS              |                              |             |
| 2016 | Omukae Death                                      | Nabeshima / Masato Murakami | NTV              | 9 episodios                  |             |
| 2017 | Inspector Zenigata                                | Koichi Zenigata             | NTV, WOWOW, Hulu | Papel principal              |             |
| 2017 | Tokyo Tarareba Musume                             | Tetsuro Hayasaka            | NTV              |                              | [ 7 ] [ 8 ] |
| 2017 | Kenji Miyazawa's Table                            | Kenji Miyazawa              | WOWOW            | Papel principal              | [ 9 ]       |
| 2018 | Segodon                                           | Saigō Takamori              | NHK              | Papel principal, Taiga drama |             |

### Películas
| Año  | Título                                         | Personajes          | Notas                | Referencias   |
| ---- | ---------------------------------------------- | ------------------- | -------------------- | ------------- |
| 2007 | Tsubaki Sanjūrō                                | Shingo Sekiguchi    |                      |               |
| 2009 | Kaiji Jinsei Gyakuten Game                     |                     |                      |               |
| 2009 | Watashi Dasu wa                                |                     |                      |               |
| 2010 | Surely Someday                                 | Kazuo Goto          |                      |               |
| 2010 | Futatabi Swing Me Again                        | Daisho Kijima       | Papel principal      |               |
| 2011 | Hankyū Densha                                  | Kensuke Haneda      |                      |               |
| 2013 | Kodomo Keisatsu                                |                     |                      |               |
| 2013 | Hentai Kamen                                   | Kyosuke Shikijo     | Papel principal      |               |
| 2013 | Gatchaman                                      | Ryu Nakanishi       |                      |               |
| 2014 | Seventh Code                                   | Matsunaga           |                      |               |
| 2014 | Hot Road                                       | Toru Tamami         |                      |               |
| 2014 | Tokyo Tribes                                   | Mera                | Papel principal      |               |
| 2015 | Kuchibiru ni uta o                             | Yuri's fiance (Voz) |                      |               |
| 2015 | Furiko                                         | Nakamura            |                      |               |
| 2015 | The Lion Standing in the Wind                  | Taro Tagami         |                      |               |
| 2015 | Prophecy                                       | Kansai              |                      |               |
| 2015 | Our Little Sister                              | Yasuyuki Inoue      |                      |               |
| 2015 | My Love Story!                                 | Takeo Gōda          | Papel principal      |               |
| 2016 | A Man Called Pirate                            | Kōtarō Takechi      |                      |               |
| 2016 | Rudolf the Black Cat                           | Ippaiattena         | Papel principal, voz |               |
| 2016 | Hentai Kamen: Abnormal Crisis                  | Hentai Kamen        | Papel principal      | [ 10 ]        |
| 2017 | Shinobi no Kuni                                | Shimoyama Heibei    |                      | [ 11 ] [ 12 ] |
| 2018 | A Forest of Wool and Steel                     | Shinji Yanagi       |                      |               |
| 2019 | One Night                                      | Daiki Inamura       |                      |               |
| 2021 | Last of the Wolves                             | Shigehiro Uebayashi |                      |               |
| 2021 | Moeyo Ken                                      | Kondō Isami         |                      |               |
| 2021 | The Mole Song: Final                           | Retsuo Todoroki     |                      |               |
| 2023 | Egoist                                         | Kōsuke              | Papel principal      |               |
| 2023 | Tokyo MER: Mobile Emergency Room – The Movie   | Kōta Kitami         | Papel principal      |               |
| 2023 | Revolver Lily                                  | Assassin X          | Cameo                |               |
| 2024 | City Hunter                                    | Ryo Saeba           | Papel principal      |               |
| 2025 | Petals and Memories                            | Toshiki Kato        | Papel principal      |               |
| 2025 | Tokyo MER: Mobile Emergency Room – The Movie 2 | Kōta Kitami         | Papel principal      |               |

## Premios
| Año  | Ceremonia de premiación                       | Categoría               | Resultado |
| ---- | --------------------------------------------- | ----------------------- | --------- |
| 2015 | 59th Premios Élan d'Or                        | Recién llegados del año | Ganador   |
| 2015 | 8th Festival Internacional de Teatro en Tokio | Mejor actor de reparto  | Ganador   |
| 2016 | 58th Premios Blue Ribbon                      | Mejor actor             | Nominado  |